# ソユーズTM-3
ソユーズTM-3 (Союз ТМ-3 / Soyuz TM-3) は、ソユーズTM型による2回目の有人ミッションであり、宇宙ステーション・ミールへの往来を目的とした3回目の有人ミッションである。コールサインは「ヴィーチャシ（中世ロシアの伝説の騎士）」。ムハンマド・ファーリスがシリア人として初めて宇宙を訪れた。アレクサンドロフはラヴェイキンと交代し、ロマネンコの新しいパートナーとなった。
シリアのムハンマド・ファーリスとソビエト連邦のアレクサンドル・ヴィクトレンコは、軽い心臓病と診断されたアレクサンドル・ラヴェイキンとともにソユーズTM-2で地球に帰還した。乗組員は宇宙からシリアを観測し、材料学の実験を行った。

## 乗組員

### 打上げ時
- アレクサンドル・ヴィクトレンコ (1)
- アレクサンドル・アレクサンドロフ (2)
- ムハンマド・ファーリス (1) -  シリア

### 帰還時
- ユーリ・ロマネンコ (3)
- アレクサンドル・アレクサンドロフ (2)
- アナトーリィ・レフチェンコ (1)